# Ryback
Ryback Reeves (anterior Ryan Allen Reeves)(născut pe 10 noiembrie, din 1981) este un wrestler american care a lucrat pentru WWE, sub numele de Ryback.
Înainte de a intra în luptă, Reeves a fost în programul WWE Tough Enough, și a fost ca unul dintre cei opt finalisti. După, a fost trimis la teritorii de dezvoltare ca Deep South Wrestling, Florida Championship Wrestling și Ohio Valley Wrestling din anul 2005 până în anul 2007. Acesta a fost, de asemenea, parte din Primul Sezon din NXT , în 2010 , unde a terminat pe locul al șaselea.

## În Wrestling
- Manevre de final
  - Big Guy Splash (Scufundări splash) - 2015-prezent
  - Shell Shocked (Leagănul suplex - a ridicat și aruncat într-o funcționare orizontală musculare buster) – 2012–prezent
  - Over The Shoulder Boulder Holder (Backpack stunner)[2][3] – 2010
  - Silverback Atac[4] (Vertical suplex powerslam pin) – 2005-2008

## Campionate și realizări
- Ohio Valley Wrestling
  - OVW Heavyweight Championship (1 dată)
- World Wrestling Entertainment
  - WWE Intercontinental Championship (1 dată)
- Pro Wrestling Illustrated
  - PWI Luptător care a Îmbunătățit cel mai mult – 2012
  - Situat pe locul Nº335 în PWI 500 în 2006
  - Situat pe locul Nº488 în PWI 500 în 2009.
  - Situat pe locul Nº218 în PWI 500 în 2010
  - Situat pe locul Nº111 în PWI 500 în 2012.
- Wrestling Observer Newsletter
  - WON Most Overrated – 2012